# Castillo de Oló
El castillo de Oló es una fortificación medieval del término municipal de Santa María de Oló, de la comarca del Moyanés, en Cataluña (España). Está situado en lo alto del pueblo viejo de Santa María de Oló, en el extremo sur del lugar donde se extiende actualmente este pueblo.

## Historia
El Castillo de Oló era un importante castillo que tenía a su cargo la defensa y dominio de todo el actual término municipal de Santa María de Oló más todo el de Estany. Su situación hundida hacía que necesitara de otros castillos o guardias que formaban parte de su sistema de control, entre los que destaca el castillo de Aguiló, actualmente del todo desaparecido. También formarían parte, según la bibliografía consultada, varias torres de las que no queda actualmente más que el nombre, en diversas masías del término.
El nombre de Oló está documentado desde el 889, con el término definido ya en 927 y el castillo mencionado explícitamente en 931. El pleno dominio era condal, pero por delegación de los condes, primero como vicarios, luego en calidad de feudatarios, actuaba la familia Oló, descendientes de los vizcondes de Gerona. Sesmond d'Oló era vicario condal en 986. Sesmond era hijo de Guiniguis Mascaró, vizconde de Gerona. Guillem de Mediona, hijo de Sesmond d'Oló, fue el segundo vicario condal de Oló. Los Oló, descendientes directos de los mencionados, continuaron con el dominio del castillo y término de Oló hasta bien entrado el siglo XIV, aunque hubo un paréntesis en que, por intereses reales Ramón Berenguer III cedió el castillo al que había sido su tutor, Bernat Guillem de Gurb-Queralt. Sin embargo, este encomendó la custodia del castillo el año 1097 a dos hermanos Oló, cuyos descendientes recibieron en empeño el castillo y término en 1202.
En 1333 Oló, castillo y término, fue comprado a Arnau d'Oló por la casa de los Montcada, que en algún momento en el siglo XI también aparecen en algún documento como propietarios del castillo. En 1364 los Montcada vendieron Oló al monasterio de Santa María de Estany, pero una revuelta popular impidió a los canónigos de Estany tomar posesión, dado que los olonencs se querían redimir de su dominio. Después de unos treinta años de litigios y luchas, las tropas del abad de Estany sitiaron y ocuparon Oló, a continuación, los de Oló contraatacaron, sitiando Estany y obligando a la comunidad a huir hasta Sabadell. Los monjes se reorganizaron desde Manresa y volvieron a atacar Oló, conquistándolo definitivamente.
No está documentado cómo el monasterio de Estany obtuvo toda la jurisdicción sobre Oló, pero la tenían, por lo que se había perdido del todo el dominio real sobre Oló. Sin embargo, la secularización de la canónica de Santa María de Estany acabó con este dominio. El castillo y el término de Oló pasaron a manos de las Cinco Dignidades Reales (cinco archidiáconos creados por Felipe II en las sedes de Gerona, Barcelona y Vic), hasta que en 1606 se convirtió en calle de Barcelona, con lo que se reintegraba a la Corona.

## Edificio
La constante transformación del castillo a lo largo de los siglos hace que lo que queda en la actualidad por el momento no permita ver bien las características originales.
Queda un fragmento de la torre del homenaje, de planta circular, totalmente atrapado entre construcciones posteriores que lo esconden y lo enmascaran, y varios fragmentos más de sus estancias, todas ellas dentro de edificaciones más modernas. De sus murallas, también quedan fragmentos en diversos lugares del pueblo. El trozo reconocible llega a unos 8 metros de altura, con una anchura de 2,5.